# Campeonato da Europa de Atletismo de 2010 - 1500 m masculino
A prova dos 1500 metros masculino do Campeonato da Europa de Atletismo de 2010 foi disputada entre os dias 28 e 30 de julho de 2010 no Lluís Companys em Barcelona,  na Espanha. 

## Recordes
Antes desta competição, os recordes mundiais e do campeonato nesta prova eram os seguintes:
|                       | Nome               | Nacionalidade | Tempo    | Local    | Data                 |
| --------------------- | ------------------ | ------------- | -------- | -------- | -------------------- |
| Recorde mundial       | Hicham El Guerrouj | Marrocos      | 3m26s00  | Roma     | 14 de julho de 1998  |
| Recorde do campeonato | Fermín Cacho       | Espanha       | 3m35s 27 | Helsinki | 9 de agosto de 1994  |
| Recorde europeu       | Fermín Cacho       | Espanha       | 3m28s95  | Zurique  | 13 de agosto de 1997 |

## Medalhistas
| Ouro                | Prata                   | Bronze              |
| Arturo Casado (ESP) | Carsten Schlangen (GER) | Manuel Olmedo (ESP) |

## Cronograma
Todos os horários são locais (UTC+2).
| Data        | Hora  | Evento  |
| ----------- | ----- | ------- |
| 28 de julho | 20:40 | Bateria |
| 30 de julho | 22:00 | Final   |

## Resultados

### Bateria
Qualificação: 4 atletas de cada bateria  (Q) mais os  4 melhores qualificados (q). 
Bateria 1
| Posição | Raia | Atleta               | Nacionalidade | Tempo   | Notas |
| ------- | ---- | -------------------- | ------------- | ------- | ----- |
| 1       | 3    | Andy Baddeley        | Reino Unido   | 3:41.46 | Q     |
| 2       | 4    | Manuel Olmedo        | Espanha       | 3:41.47 | Q     |
| 3       | 13   | Carsten Schlangen    | Alemanha      | 3:41.65 | Q     |
| 4       | 12   | Colin McCourt        | Reino Unido   | 3:41.77 | Q     |
| 5       | 9    | Christian Obrist     | Itália        | 3:42.02 | q     |
| 6       | 5    | Yoann Kowal          | França        | 3:42.06 | q     |
| 7       | 7    | Goran Nava           | Sérvia        | 3:42.40 | q     |
| 8       | 11   | Kim Ruell            | Bélgica       | 3:42.94 |       |
| 9       | 8    | Morten Toft Munkholm | Dinamarca     | 3:43.05 |       |
| 10      | 10   | Rory Chesser         | Irlanda       | 3:44.01 |       |
| 11      | 1    | Rizak Dirshe         | Suécia        | 3:44.40 |       |
| 12      | 2    | Jonas Hamm           | Finlândia     | 3:44.98 |       |
| 13      | 6    | Morten Velde         | Noruega       | 3:45.20 |       |

Bateria 2
| Posição | Raia | Atleta               | Nacionalidade | Tempo   | Notas |
| ------- | ---- | -------------------- | ------------- | ------- | ----- |
| 1       | 10   | Reyes Estévez        | Espanha       | 3:40.86 | Q     |
| 2       | 2    | Arturo Casado        | Espanha       | 3:40.98 | Q     |
| 3       | 12   | Tom Lancashire       | Reino Unido   | 3:41.68 | Q     |
| 4       | 4    | Mateusz Demczyszak   | Polónia       | 3:42.15 | Q     |
| 5       | 7    | Andreas Vojta        | Áustria       | 3:42.16 | q     |
| 6       | 9    | Henrik Ingebrigtsen  | Noruega       | 3:42.62 |       |
| 7       | 5    | Kristof Van Malderen | Bélgica       | 3:42.80 |       |
| 8       | 11   | Niclas Sandells      | Finlândia     | 3:42.82 |       |
| 9       | 14   | Thomas Chamney       | Irlanda       | 3:43.60 |       |
| 10      | 1    | Mikael Bergdahl      | Finlândia     | 3:43.90 |       |
| 11      | 8    | Dmitrijs Jurkevics   | Letônia       | 3:45.21 |       |
| 12      | 6    | Moritz Waldmann      | Alemanha      | 3:48.60 |       |
| 13      | 13   | Péter Szemeti        | Hungria       | 3:52.14 |       |
| 14      | 3    | Niels Verwer         | Países Baixos | 3:52.67 |       |

### Final
| Posição.          | Raia | Atleta             | Nacionalidade | Tempo   | Notas |
| ----------------- | ---- | ------------------ | ------------- | ------- | ----- |
| Medalha de ouro   | 9    | Arturo Casado      | Espanha       | 3:42.74 |       |
| Medalha de prata  | 7    | Carsten Schlangen  | Alemanha      | 3:43.52 |       |
| Medalha de bronze | 6    | Manuel Olmedo      | Espanha       | 3:43.54 |       |
| 4                 | 11   | Reyes Estévez      | Espanha       | 3:43.67 |       |
| 5                 | 10   | Yoann Kowal        | França        | 3:43.71 |       |
| 6                 | 2    | Andy Baddeley      | Reino Unido   | 3:43.87 |       |
| 7                 | 1    | Christian Obrist   | Itália        | 3:43.91 |       |
| 8                 | 8    | Mateusz Demczyszak | Polónia       | 3:44.42 |       |
| 9                 | 12   | Colin McCourt      | Reino Unido   | 3:44.78 |       |
| 10                | 5    | Tom Lancashire     | Reino Unido   | 3:44.92 |       |
| 11                | 4    | Andreas Vojta      | Áustria       | 3:45.68 |       |
| 12                | 3    | Goran Nava         | Sérvia        | 3:45.77 |       |

Legenda
| Recorde mundial       | Recorde mundial (World record)               |                       | Recorde africano                      | Recorde africano (African) |                                           | Q | Classificado por posição (Qualified) |
| Recorde do campeonato | Recorde do campeonato (Championship record)  | Recorde da América    | Recorde da América (Americas)         | q                          | Classificado por melhor tempo (Qualified) |   |                                      |
| Melhor marca do ano   | Melhor marca do ano (World leading)          | Recorde asiático      | Recorde asiático (Asian)              | DNS                        | Não largou (Did not start)                |   |                                      |
| Recorde nacional      | Recorde nacional (National record)           | Recorde europeu       | Recorde europeu (European)            | DNF                        | Não terminou (Did not finish)             |   |                                      |
| Recorde pessoal       | Recorde pessoal do atleta (Personal best)    | Recorde da Oceania    | Recorde da Oceania (Oceania)          | DSQ / DQ                   | Desclassificado (Disqualified)            |   |                                      |
| Recorde da temporada  | Recorde da temporada do atleta (Season best) | Recorde sul-americano | Recorde sul-americano (South America) | NM                         | Sem marca (No mark)                       |   |                                      |